# Carlo Castelbarco

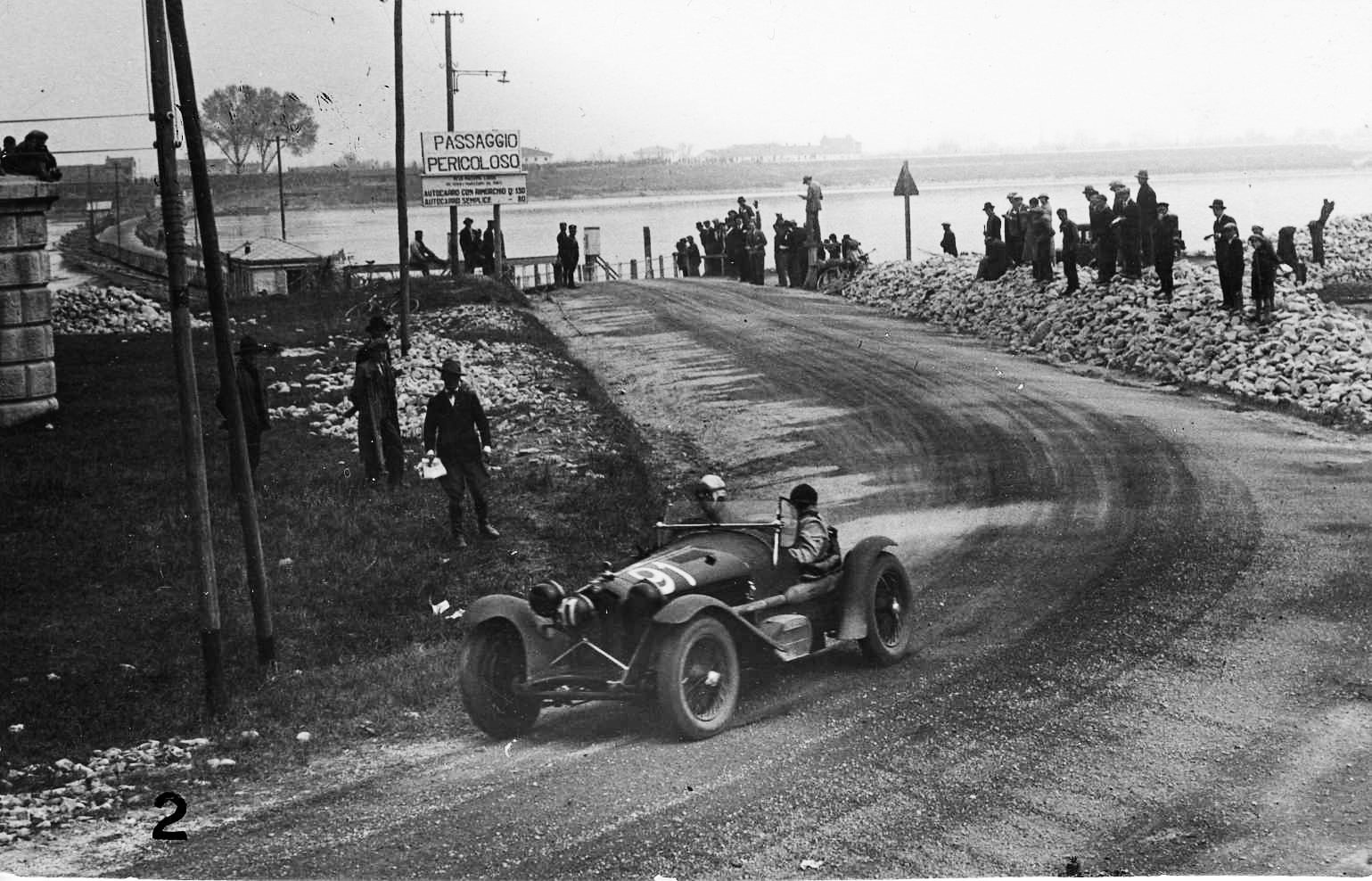
Castelbarco und Cortese (am Steuer) bei der Mille Miglia 1933 kurz nach der Po-Brücke bei Casalmaggiore

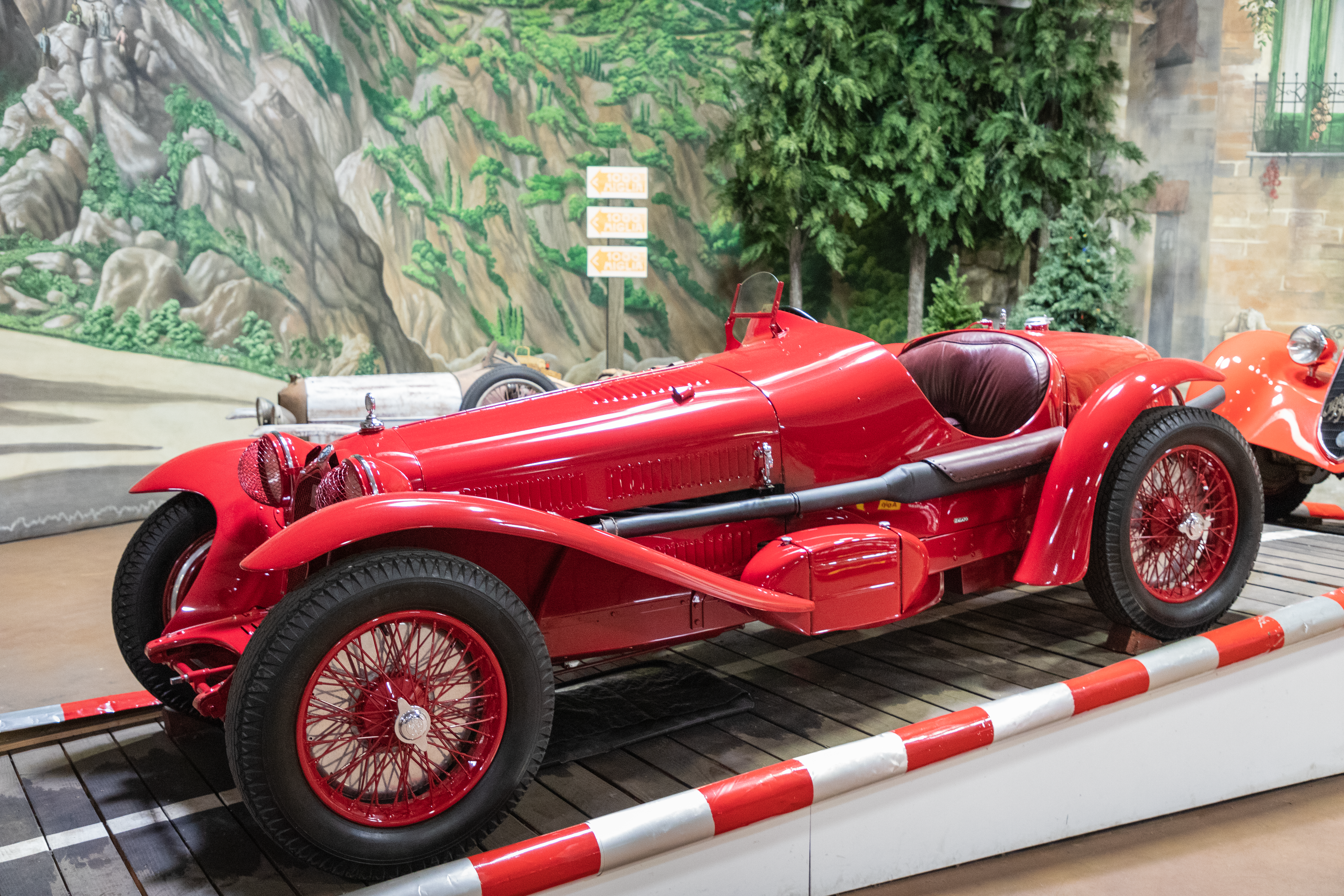
Castelbarcos 8C 2300 „Monza“ ausgestellt im Simeone Foundation Automotive Museum in Philadelphia (2020)

Carlo Castelbarco Visconti Simonetta Pindemonte Rezzonico (* 25. März 1911 in Mailand; † 14. Mai 1988 ebenda) war ein italienischer Adeliger und Automobilrennfahrer.

## Biographische Daten
Carlo Castelbarco entstammte dem ursprünglich aus dem Hochstift Trient stammenden Adelsgeschlecht Castelbarco, dessen Linie sich bis ins 12. Jahrhundert zurückverfolgen lässt. Er wurde 1911 als Sohn von Emanuele Castelbarco (1884–1964) und Lina Erba (1881–1959) in Mailand geboren und hatte mehrere Geschwister, darunter den älteren Bruder Luigi Castelbarco (1909–1994), der ebenfalls motorsportlich aktiv war.
Castelbarco war von 1943 bis 1972 mit Anna Maria Lombardo (1916–2014) verheiratet und hatte mit ihr einen Sohn und eine Tochter. Er starb im Mai 1988 im Alter von 77 Jahren in seiner Heimatstadt Mailand.

## Sportlicher Werdegang
Wie viele junge italienische Adelige in den ersten Dekaden des 20. Jahrhunderts bestritt Castelbarco als Herrenfahrer zum eigenen Vergnügen Automobilrennen. Daneben betrieb er beispielsweise auch Motorbootsport und war als Flieger aktiv. Beide Brüder nannten regelmäßig als Conte Castelbarco für Rennen, was häufig zu Unklarheiten in statistischen Aufzeichnungen führt.
Carlo Castelbarco kam durch seinen zwei Jahre älteren Bruder, der insbesondere bei Voituretterennen startete, zum Rennsport. Bereits im Alter von 18 Jahren nannte er mit einem Bugatti Type 43 für die Mille Miglia 1929, trat letztendlich aber nicht zum Rennen an. Zwei Jahre später nahm er zum ersten Mal an dem 1000-Meilen-Rennen von Brescia nach Rom und zurück teil. Er fuhr in einem Bugatti Type 43 zusammen mit der Besitzerin des Wagens, Maria Antonietta Avanzo, erreichte aber nicht das Ziel. Bei der Mille Miglia 1932 startete Castelbarco zusammen mit Achille Varzi auf einem Bugatti Type 55 des Werksteams. Die Fahrt des mit Siegambitionen gestarteten Duos endete bereits bei der Überquerung des Apennin in südlicher Richtung, nachdem ein aufgewirbelter Stein ein irreparables Leck in den Treibstofftank des Wagens geschlagen hatte.
Im Jahr 1933 stellten sich erste Erfolge ein. Castelbarco hatte bei Alfa Romeo einen 8C 2300 „Monza“ (Fahrgestellnummer 2211112) gekauft und ihn bei Zagato mit Kotflügeln und Scheinwerfern ausstatteten lassen. Zusammen mit dem erfahrenen Franco Cortese startete er mit diesem Wagen Anfang April bei der Mille Miglia. Obwohl der Wagen in der Nacht vor dem Rennen wegen einer Unachtsamkeit der Mechaniker in Flammen gestanden hatte, errangen Cortese / Castelbarco hinter dem Duo Tazio Nuvolari / Decimo Compagnoni, die einen von der Scuderia Ferrari eingesetzten Werks-Alfa-Romeo fuhren, und vor Piero Taruffi / Lelio Pellegrini in zweiten Werks-Alfa Rang zwei. Ob Castelbarco während des Rennens selbst das Steuer übernommen hatte, oder Cortese die gut fünfzehneinhalb Stunden am Stück gefahren war, ist nicht überliefert. Drei Wochen später wurde Castelbarco beim Circuito di Alessandria mit dem Wagen Achter. Am 21. Mai wurde er Gesamtfünfter beim Bergrennen Parma–Poggio di Berceto und am 11. Juni 1933 errang Castelbarco beim Bergrennen Colle Torinesi (Sassi–Superga) seinen ersten Gesamtsieg bei einem Automobilrennen. 

Das Autodromo di Monza wie es 1933 befahren wurde, in Kurve 10 passierte das Unglück.

Am 10. September 1933 erlebte Castelbarcos junge Karriere auf der Hochgeschwindigkeitsbahn von Monza eine erste Zäsur. Nachdem er Vormittag mit seinem 8C 2300 „Monza“ beim Großen Preis von Italien den hervorragenden sechsten Platz errungen hatte, rutschte auf er beim am Nachmittag ausgetragenen zweiten Lauf zum Gran Premio di Monza in der Steilkurve Curva Sud auf ausgelaufenem Öl von der Strecke und wurde dabei verletzt. Wenige Sekunden vorher waren an derselben Stelle die Spitzenfahrer Giuseppe Campari und Baconin Borzacchini tödlich verunglückt.
Nach diesem schockierenden Erlebnis legte Carlo Castelbarco mehrjährige eine Rennpause ein, aus der er spätestens 1937 zurückkehrte, als er am 13. Juni beim Eifelrennen auf dem Nürburgring Vierter wurde. Bei der Mille Miglia 1938 startete er als Beifahrer von Rodolfo Haller auf einem Alfa Romeo 6C 2300 „Pescara“. Das Duo erreichte den zweiten Platz in seiner Klasse und den 13. Gesamtrang.
Danach sind bis in die frühen 1950er Jahre keine Rennstarts Castelbarcos nachvollziehbar. 1952 startete er zusammen mit Franco Girardi auf einem Panhard Dyna X86 wieder bei der Mille Miglia und fuhr den Wagen wenig später auch bei der Coppa d’Oro delle Dolomiti – beide Rennen beendete er nicht. Castelbarco trat auch 1953 und 1954 in einem Crepaldi-Panhard mit Stromlinienverkleidung bei der Mille Miglia an und erreichte jeweils nicht das Ziel.
Seinen letzten Auftritt beim 1000-Meilen-Rennen durch Italien hatte Carlo Castelbarco 1955, als er 44-jährig zusammen mit Angelo Savoretti einen Fiat 8V Zagato an den Start brachte und Vierter in seiner Klasse sowie 13. im Gesamtklassement wurde.